# Pyongsang Auto Works
Pyongsang Auto Works ist ein nordkoreanischer Hersteller von Kraftfahrzeugen.

## Unternehmensgeschichte
Das Unternehmen aus P’yŏngsŏng begann 1967 oder 1968 mit der Produktion von Geländewagen und Pick-ups. 1974 wurde die Produktionsfläche vergrößert. Die Fläche der Anlagen umfasst 248.000 m². Später kamen Automobile und Lastkraftwagen dazu. Die Markennamen lauten Kaengsaeng, Pyongyang und Taepaeksan. Eine zweite Quelle bestätigt Kaengsaeng, Pyongyang und Taepaeksan (Thaebaeksan geschrieben).
Der Sitz des Unternehmens befindet sich im Stadtbezirk Kuwŏl-dong.

## Fahrzeuge
Der Kaengsaeng 68 KA war eine Nachbildung des GAZ-69. Dieser Geländewagen mit Allradantrieb wurde von 1968 bis 1985 produziert. Ein Vierzylinder-Ottomotor mit 2500 cm³ Hubraum trieb die Fahrzeuge an. Die offene viertürige Karosserie bot Platz für vier Personen.
Der technisch gleiche Kaengsaeng 68 NA aus dem gleichen Zeitraum hatte links eine Tür, rechts zwei Türen und bot acht Personen Platz.
Der darauf basierende Kaengsaeng 68 Truck wurde von 1968 bis in die 1980er Jahre hergestellt. Dieses Nutzfahrzeug hatte nur Hinterradantrieb. Die Nutzlast betrug 1 Tonne.
Der Kaengsaeng 85 ist der Nachfolger des Kaengsaeng 68. Die Karosserie wurde modernisiert, während die Technik gleich blieb. Bisher entstanden nur wenige Fahrzeuge.
Der Pkw Kaengsaeng 88 wurde zwischen 1987 und 1988 produziert. Dies war die Nachbildung des Mercedes-Benz 190. Pyongyang 4.10 war ein anderer Name für den Kaengsaeng 88.
Der Taepaeksan 70 (auch Taebaeksan 70) war ein hinterradgetriebener Lkw aus der Zeit von 1970 bis in die 1990er Jahre mit 4,5 Tonnen Nutzlast.
Ein weiterer Taepaeksan-Lkw (auch Taebaeksan) aus der gleichen Zeit bot 6 Tonnen Nutzlast.
Der Taepaeksan 96 (auch Taebaeksan 96) war ein sechsrädriger Lkw mit Vierradantrieb. Er basierte auf dem KamAZ-55111. Die Nutzlast betrug 13 bis 15 Tonnen. Ein V8-Motor trieb die Fahrzeuge an. Im einzigen Produktionsjahr 2007 entstanden 48 Fahrzeuge.